# 78 블락스
78 블락스(78 Blocks)는 대한민국의 힙합 크루이다. 처음에는 와이타운 스테레오(Y-Town Stereo)라는 이름으로 결성이 되었으나, 브라운 후드의 The Gotham City 앨범이 나올 때 즈음하여 이름을 78 블락스로 바꾸었다. 와이타운은 멤버들이 주로 살고 있는 지역인 여의도를 뜻하며, 78 역시 여의도의 지역 번호에서 따온 것이다.
활동은 그리 많지 않으나 브라운 후드가 처음으로 앨범을 낼 때 친분으로 멤버들이 홍보 동영상을 촬영하였으며, 이후에는 Dok2와 지토의 프로젝트 팀인 D&Z 앨범이 추진된 바 있으나 무산되었다. 이후 Dok2와 Zito의 디스전이 일어나면서 크루의 활동은 중단되었고, 현재는 사실상 사라진 상태다.

## 멤버

### 현재 멤버
- Brown Hood - Zito, D.Theo, DJ Zin (해체)
- Born Kim
- Urban Speaker
- Souldive - 넋업샨, Zito, D.Theo

### 과거 멤버
- Dok2
- Microdot